# Maggie Reilly
Maggie Reilly (n. Glasgow, 15 de setembre de 1956) és una cantant escocesa.
En la dècada de 1970 va ser part de la banda de rock Cado Belle, llançant amb ells un àlbum en 1976.
És majorment coneguda per les seves col·laboracions amb el compositor i multiinstrumentista Mike Oldfield entre 1980 i 1984, especialment co-component i cantant Family Man i altres cançons de l'àlbum Five Miles Out (1982), repetint el seu paper de vocalista en les cançons "Moonlight Shadow" i "Foreign Affair" de l'àlbum Crises (1983) i "To France" de l'àlbum Discovery (1984). L'última col·laboració entre Maggie i Mike Oldfield va ser en la cançó "Blue Night" de l'àlbum Earth Moving (1989).
El 1992, va llançar el seu primer àlbum com a solista Echoes, els temes de més èxit van ser "Everytime We Touch", Tears in the Rain i Wait. El seu següent àlbum d'estudi va ser Midnight Sun (1993), on el tema "Follow the Midnight Sun" va ser el més exitós.
En els anys següents va llançar Elena (1996), Starcrossed (2000), Save It for a Rainy Day (2002) i Rowan (2006).
Ha treballat també amb molts altres artistes com Mike Batt (en el seu àlbum The Hunting of the Snark), Jack Bruce, Dave Greenfield i Jean-Jacques Burnel, Rick Fenn, Michael Cretu, Lesiëm, Ralph McTell, Simon Nicol, Stefan Zauner, Runrig, The Sisters of Mercy, i Smokie.

## Discografia

### Àlbums com solista[3]
- Echoes (1992)
- Midnight Sun (1993)
- All the Mixes (1996)
- Elena (1996)
- Elena: The Mixes (1997)
- The Best of Maggie Reilly, There and Back Again (1998)
- Starcrossed (2000)
- Save It for a Rainy Day (2002)
- Rowan (2006)
- Looking Back, Moving Forward (2009)
- Heaven Sent (2013)

### Senzills
- "Moonlight Shadow" (1983, juntament amb Mike Oldfield)
- "As Tears Go By" (1984)
- "Everytime We Touch" (1992)
- "Wait" (1992)
- "Tears in the Rain" (1992)
- "Follow the Midnight Sun" (1993)
- "Every Single Heartbeat" (1993)
- "Don't Wanna Lose" (1994)
- "Walk on By" (1996)
- "Walk on By- The Mixes" (1996)
- "To France - The Mixes" (1996)
- "Listen to Your Heart" (1996)
- "To France - The Mixes II" (1997)
- "Listen to Your Heart - The Mixes" (1997)
- "Listen to Your Heart - The Mixes II" (1997)
- "One Little Word" (1998)